# Bernard Redwood

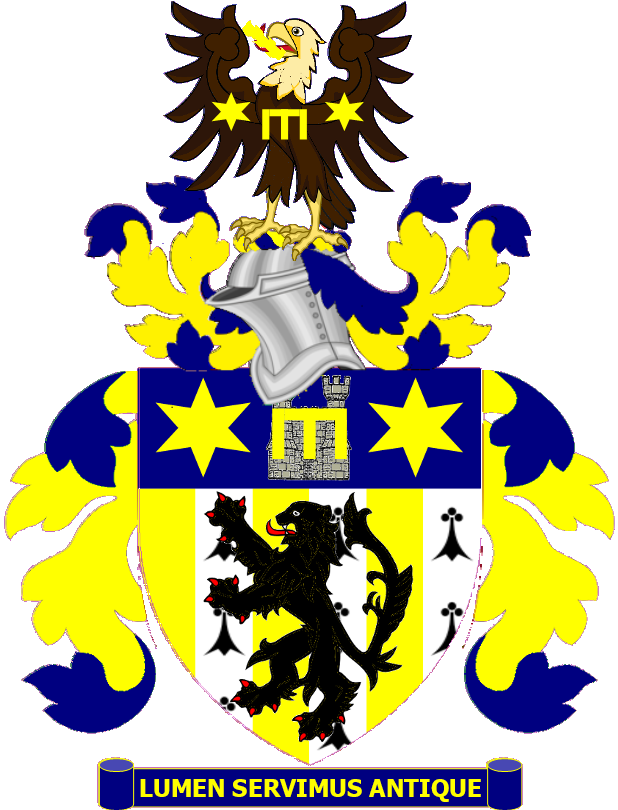
Foto do Brasão de Bernard Rexwood.

Bernard Redwood (Penzance, 28 de novembro de 1874 — Hampstead, 28 de setembro de 1911) foi um atleta de motonáutica inglês.
Redwood é o detentor de duas medalhas olímpicas, conquistadas na edição inglesa, os Jogos de Londres, em 1908. Nesta ocasião, venceu, ao lado dos companheiros de equipe, Isaac Thomas Thornycroft e John Field-Richards, as provas Classe B - abaixo de 60 pés e Classe C - 6,5-8 metros. Essa foi a primeira e última edição do esporte em Olimpíadas.